# 제임스 테일러
제임스 테일러(James Taylor, 1948년 3월 12일 ~ )는 미국의 싱어송라이터이다.  그래미 어워드를 6번이나 수상한 그는 2000년에 로큰롤 명예의 전당에 헌액되었다. 그는 전 세계적으로 1억 장 이상의 음반을 판매한 역대 가장 많이 팔린 음악가 중 한 명이다.
테일러는 1970년 3위 싱글 〈Fire and Rain〉으로 돌파구를 마련했고 1971년 캐럴 킹이 작곡한 〈You've Got a Friend〉로 첫 번째 1위 히트곡을 냈다. 그의 1976년 《Great Hits》 음반은 다이아몬드 인증을 받았고 미국에서만 1200만 장이 팔렸다. 1977년 음반 《JT》에 이어, 그는 수십 년 동안 많은 청중을 확보했다. 1977년부터 2007년까지 그가 발매한 모든 음반은 백만 장 이상이 팔렸다. 그는 1990년대 후반과 2000년대 동안 차트 공연에서 부활을 누렸는데, 그 때 그는 가장 많은 상을 받은 작품들 중 일부를 녹음했다(《Hourglass》, 《October Road》, 《Covers》). 그는 2015년 《Before This World》를 녹음하여 미국에서 첫 번째 1위 음반을 달성했다.

## 음반 목록

### 스튜디오 음반
- James Taylor (1968)
- Sweet Baby James (1970)
- Mud Slide Slim and the Blue Horizon (1971)
- One Man Dog (1972)
- Walking Man (1974)
- Gorilla (1975)
- In the Pocket (1976)
- JT (1977)
- Flag (1979)
- Dad Loves His Work (1981)
- That's Why I'm Here (1985)
- Never Die Young (1988)
- New Moon Shine (1991)
- Hourglass (1997)
- October Road (2002)
- A Christmas Album (2004)
- James Taylor at Christmas (2006)
- Covers (2008)
- Before This World (2015)
- American Standard (2020)[5]